# Охорона надр при бурінні
Охо́рона надр при бурі́нні свердловин (рос. охрана недр при бурении; англ. conservation of mineral resources when drilling, нім. Schutz m von Bodenschätzen beim Bohren) — комплекс заходів, здійснюваних при бурінні свердловини для запобігання відкритому фонтанування, грифоноутворенню, обвалам стовбура свердловини; ізоляції один від одного нафтових, газових і водоносних пластів; забезпечення герметичності колон і високої якості їх цементування; запобігання зниженню проникності продуктивних пластів родовища і ін.
Охорона надр при бурінні свердловин повинна бути направлена на: запобігання відкритому фонтануванню, грифоноутворенню, обвалам стовбура свердловини; ізоляції один від одного нафтових, газових і водоносних пластів; забезпечення герметичності колон і високої якості їх цементування; запобігання зниженню проникності продуктивних пластів родовища тощо.
Охорона надр і навколишнього середовища забезпечує такі основні напрями:
- охорону надр і навколишнього середовища та специфіку використання їх ресурсів у різних природних зонах за різних способів проведення робіт;
- прогнозування змін надр і природного середовища та самоочищення природи в окремих ландшафтах;
- обґрунтування системи природоохоронних заходів (комплексних територіальних схем охорони природи у нафтогазоносних регіонах, заходів щодо збереження природного середовища у різних районах і ландшафтах);
- аналіз наслідків нераціонального використання природних ресурсів і погіршення навколишнього середовища.